# چلی مساپیکا
چلی مساپیکا (به ایتالیایی: Ceglie Messapica) یک کومونه در ایتالیا است که در استان بریندیزی واقع شده‌است.

## خصوصیات
چلی مساپیکا ۱۳۰ کیلومترمربع مساحت و ۲۰٬۲۶۹ نفر جمعیت دارد و ۳۰۲ متر بالاتر از سطح دریا واقع شده‌است.